# Bona Dea

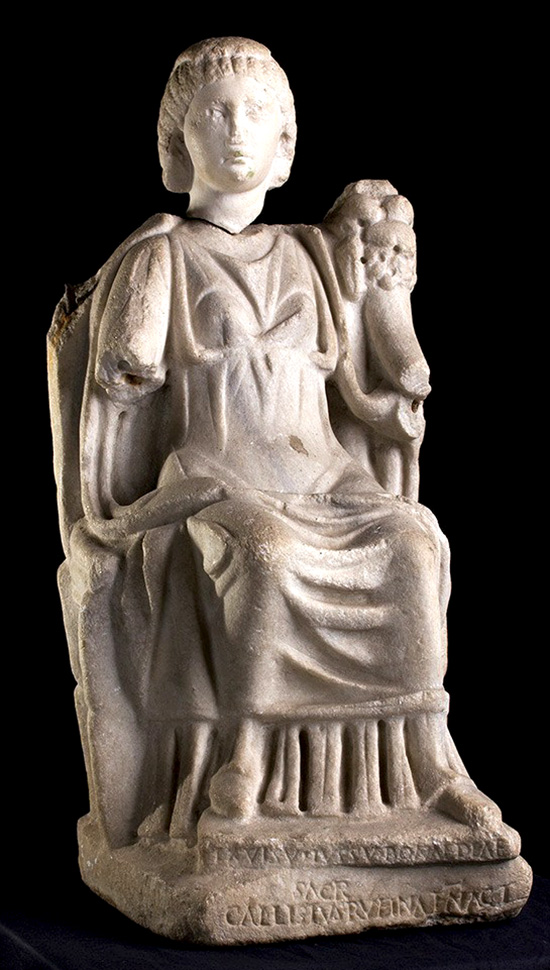
Statua di marmo della Bona Dea con epigrafe

Sotto l'appellativo Bona Dea, che ha un significato generale di Grande Madre, si venerava un'antica divinità laziale, il cui nome non poteva essere pronunciato, e il cui culto principale era svolto dal pontefice massimo assieme alle sole donne. Diversi storici o studiosi l'hanno identificata in diverse figure, come Angerona, Opi, Cibele, Giunone cartaginese, o la moglie di Fauno.

## Mito
La vera identità della dea traspare attraverso i vari miti che circondano la sua storia, così come ci vengono tramandati dagli autori antichi, oppure attraverso la tipologia del culto che veniva celebrato.
La Bona Dea non trova una chiara caratterizzazione nemmeno esaminando le fonti antiche. Viene a volta identificata con Cibele, ma la versione più accreditata del mito la vuole moglie e sorella di Fauno, chiamata per questo Fatua Fauno. Secondo la versione riportata da Lattanzio, la dea è la moglie di Fauno, una moglie molto abile in tutte le arti domestiche e molto pudica, al punto di non uscire dalla propria camera e di non vedere altro uomo che suo marito. Un giorno però trovò una brocca di vino, la bevve e si ubriacò. Suo marito la castigò a tal punto con verghe di mirto che ne morì; questo spiega l'esclusione del mirto dal suo tempio. In seguito pentito, Fauno, deplorando la morte della sua sposa, pose quest'ultima nel numero degli Dei.
Ella viene collocata quindi in quella che è la storia antica del Latium da cui proviene la genealogia degli eroi e dei principi, su cui si fonderà, in seguito, gran parte della propaganda imperiale romana, in particolare quella Giulio Claudia.
Alcuni autori la considerano essere come la Giunone venerata in Cartagine.

## Epiteti
Era considerata come la stessa Opi: la chiamavano Bona Dea perché provvede agli uomini tutti i beni della vita; Fauna, perché moglie di Fauno; Fatua dal latino fari (dire parlare), perché prediceva alle donne il futuro, come Fauno agli uomini.

## Culto

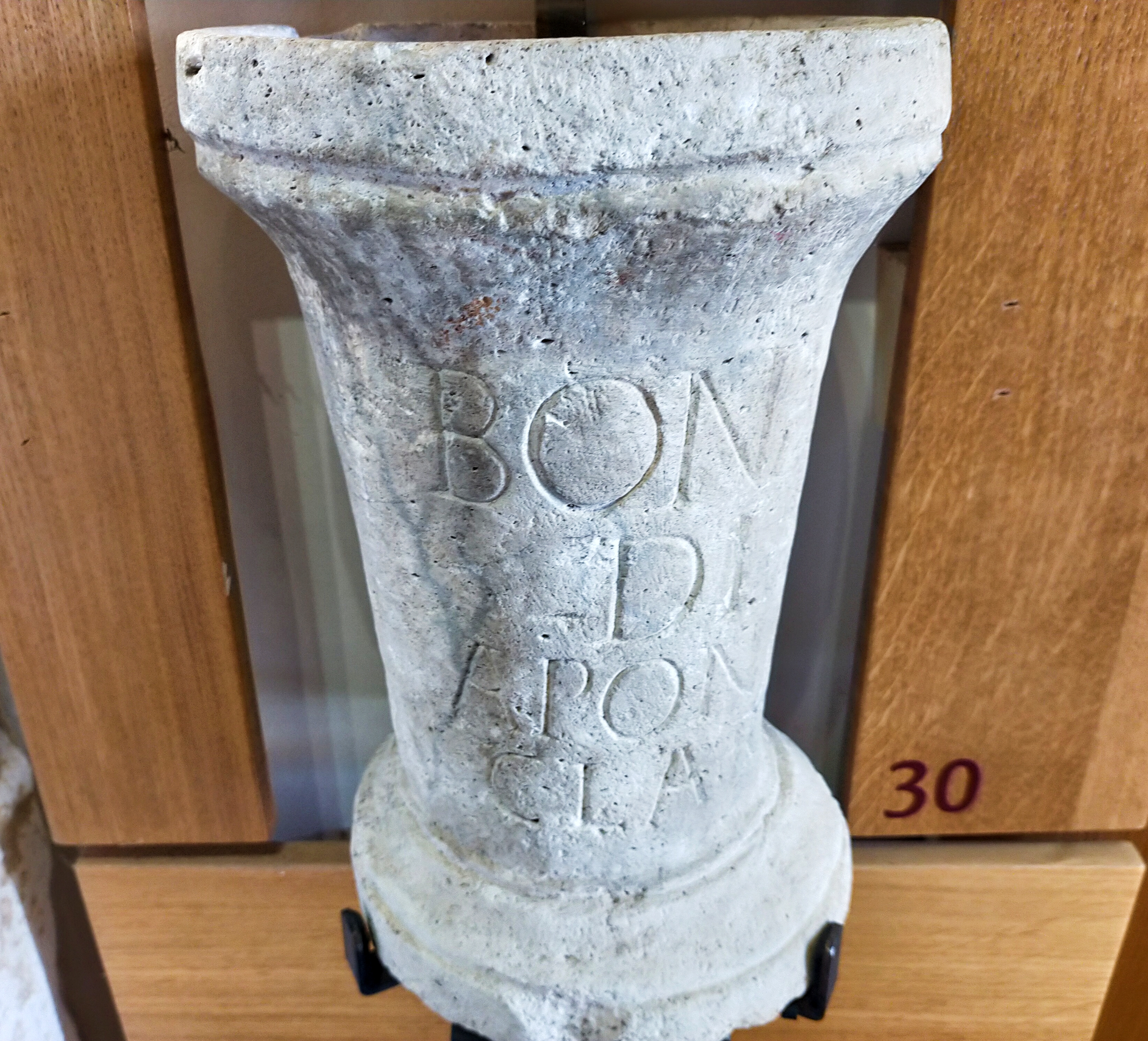
Vaso donato alla Bona Dea (Aia dei Musei)

Il tempio della Bona Dea a Roma si trovava sotto l'Aventino, e qui in un bosco sacro, le donne e le ragazze celebravano ogni anno i misteri della dea nei primi di dicembre. Ercole, escluso egli stesso, per vendetta aveva istituito presso il suo altare, posto poco lontano da quello della dea, cerimonie alle quali non potevano partecipare le donne. Il tempio dell'Aventino era stato fondato dalla vestale Claudia e fu poi restaurato da Livia, moglie di Augusto.
Ad Ostia sono attestati due templi dedicati alla dea: il più antico fu costruito nella regio IV, mentre quello più recente, fu costruito fuori le mura di Porta Marina nella regio V. Entrambi furono costruito all'interno di un recentino, per preservarne il culto alle sole donne, entrambi erano piccoli templi tetrastili senza podio, all’interno di una corte porticata.
A Santa Maria Arabona, frazione di Manoppello, sorgeva un tempio romano dedicato al culto della Dea Bona. Il nome «Arabona» deriverebbe proprio da latino ara "altare" e Bona "Dea Bona". Sui resti di tale tempio si erge l'abbazia di Santa Maria Arabona.
Un altro tempio dedicato alla dea, attestato dall'iscrizione di Lucio Paquedio Festo che ne curò un restauro, è attestato sul monte Sant'Angelo Arcese di Tivoli.
Altra abbazia che sorge sul sito di un antico tempio dedicato alla Dea Bona si trova a Pollenza, in provincia di Macerata. L'abbazia di Santa Maria di Rambona (= Ara Bona) risale, nelle sue parti più antiche, alla fine del IX secolo e fu eretta per volere dell'imperatrice longobarda Ageltrude. 
Si testimonia così una continuità tra i luoghi sacri dell'antichità e la presenza cristiana che non cancella ma dà nuovo significato agli antichi culti. La Madonna col Bambino prende così il posto della grande madre generatrice e protettrice, nelle sue varie forme locali.

## Festività
La descrizione del culto mostra una divinità che opera pro populo, quindi, per la salute di tutta Roma.
Alla dea erano dedicate due celebrazioni annuali: la prima si teneva il primo maggio presso il tempio sull'Aventino, ed era propria dei Plebei, mentre la seconda, condotta dalle donne Patrizie, si svolgeva in dicembre, presso la casa del Pontefice massimo o del Console o del Pretore. A tal festa si ammettevano le sole donne, tanto che in quella  invernale si facevano uscire dalla casa dove si celebrava non solamente tutti gli uomini, ma anche tutti gli animali maschi e si coprivano tutti i dipinti dove un maschio era rappresentato. Il vino che si adoperava era chiamato "latte", e l’anfora in cui era riposto mellarium cioè "vaso di mele". Durante la festa si sacrificava una scrofa gravida.
Quali rappresentanti al femminile dello stato, le donne dell'aristocrazia erano preposte alla celebrazione del culto più importante, un culto che veniva svolto strettamente in privato escludendo qualunque figura maschile. Infatti, quando nel 62 a.C. Publio Clodio Pulcro si travestì da donna, per partecipare segretamente al culto patrizio che si celebrava nella casa di Giulio Cesare, seguì una grave crisi politica, dovuta a questa profanazione.